# Ivan Potrč
Ivan Potrč (Ptuj, 1913. január 1. – Ljubljana, 1993. június 12.) szlovén író, drámaíró.

## Életrajza
Ivan Potrč szegény földműves családba született. Tinédzser éveiben nehéz anyagi körülmények között élt. Ebben az időben kezdett terjedni a német nacionalizmus, amely különösképpen a Jugoszláv Királyság északi régióira jelentett veszélyt. Ivan Potrč dacolva a német nacionalizmussal elkötelezett kommunista lett. Politikai aktivitása miatt kizárták a középiskolából mielőtt leérettségizhetett volna, és tizenegy hónap börtönbüntetésre ítélték. 1938 és 1941 között a nemzeti liberális napilap, a Večernik újságírójaként dolgozott Mariborban. 1941-ben, miután a nácik megszállták Jugoszláviát, és Észak-Szlovéniát a Német Birodalomhoz csatolták, Portčot a Mauthausenben lévő koncentrációs táborba internálták. A munkatáborból 1943-ban tért vissza, majd hazatérése után csatlakozott a jugoszláv partizánokhoz. A második világháború alatt, illetve azt követően Domovina című újságnál dolgozott mint szerkesztő-újságíró.
1947-ben előbb főszerkesztője, majd igazgatója a Mladinska Knjiga kiadónak.
Felesége Branka Jurca, írónő, akivel két közös gyermekük született. Lányuk Marjetica Potrč híres művész és építész, fiúk Matjaž Potrč filozófia professzor.

## Munkássága
Ivan Potrč úttörője volt a szocialista realizmusnak Északkelet-Szlovéniában. Munkásságára, gondolkodásmódjára hatással volt a társadalmi környezet, és az avantgarde politikai eszmék, amelyekhez egész életében, haláláig hű maradt. Legnagyobb hatású munkája az a drámatrilógia volt, amely a földbirtokos Krefels család felbomlását és bukását ábrázolja, illetve a Na kmetih című regény, amelyet számos nyelvre lefordítottak. Munkájáért két Prešeren-díjat kapott (1947-ben és 1955-ben).
1977-től 1983-ig a Szlovén Tudományos Akadémia együttműködő tagja volt, majd 1983-tól haláláig a Slovenska akademija znanosti in umetnosti, a SAZU (Szlovén Tudományos Akadémia) teljes jogú tagja.

## Prózája
- Prekleta zemlja (1936)
- Sveti zakon (1937)
- Sin (1937)
- Podoba Slavke Klavora(1945)
- Kočarji in druge povesti (1946)
- V kurirski karavli (1946)
- Svet na Kajžarju (1947)
- Na kmetih (1954)
- Zločin (1955), magyarul: Gaztett, 1960, fordította: Csuka Zoltán
- Srečanje (1962)
- Nesmiselno življenje (1965)
- Onkraj zarje (1966)
- Pravljica o Vanču (1973)
- Imel sem ljubi dve (1976)
- Tesnoba (1991)
- Dva admirala in druge zgodbe (1993)

## Drámái
- Kreflova kmetija (1947)
- Lacko in Krefli (1949)
- Krefli (1952)
- Na hudi dan si zmerom sam

## Magyarul
- Gaztett; ford. Csuka Zoltán; Európa, Bp., 1960